# Estoloides reflexa
Estoloides reflexa är en skalbaggsart som beskrevs av Stefan von Breuning 1940. Estoloides reflexa ingår i släktet Estoloides och familjen långhorningar.
Artens utbredningsområde är Venezuela. Inga underarter finns listade i Catalogue of Life.